# Nestor Koukolnik
Nestor Vassiliévitch Koukolnik (en russe : Не́стор Васи́льевич Ку́кольник), né le 8 septembre 1809 (20 septembre dans le calendrier grégorien) à Saint-Pétersbourg et mort le 8 décembre 1868 (20 décembre dans le calendrier grégorien) à Taganrog, était un dramaturge et romancier russe.

## Histoire
Il commença sa carrière par une fantaisie dramatique consacrée au poète italien le Tasse, qui était très populaire en Russie. Mais comme il s'agissait d'une fantaisie Koukolnik viole la réalité historique et le Tasse triomphe sur le Capitole à la fin du drame. Koukolnik réalisa encore trois drames à sujets italiens, mais sa renommée lui vint du drame patriotique : sa pièce, La main du Très Haut a sauvé la patrie (en russe «Рука Всевышнего отечество спасла»). Joué au  « Théâtre Alexandrinski » de Saint-Pétersbourg, la pièce eut un énorme succès et lui valut la faveur de la Cour. Mais elle fut vivement critiquée par Polévoï dans un article. Koukolnik possédant la faveur des autorités, en 1834, la revue le Télégraphe de Moscou de Polévoï est supprimée. Une épigramme circula alors : « La main du Tout-Puissant a fait trois prodiges : elle a sauvé la patrie, donné de l'honneur à l'auteur et étranglé Polévoï ».
Ce drame évoquait le Temps des troubles quand avaient surgi des usurpateurs, et surtout l'avènement au trône de la dynastie des Romanov Mikhaïl Fedorovitch.
Après ce succès Koukolnik réalisa encore quelques évocations historiques, mais le public ne suivit plus et l'auteur subit le sort du romantisme finissant , battu par le réalisme.
Il était ami avec le compositeur Glinka qui mit en musique ses poèmes, et avec lequel il travailla pour l'opéra Rouslan et Ludmila.

## Sources
- Une partie de cet article est une copie de l'ouvrage Littérature russe de Kazimierz Waliszewski, aujourd'hui dans le domaine public.
- Jad Hatem, L’Amour les yeux ouverts. Marina Tsvétaïéva, Nestor Koukolnik, Rouma al-moudrâyâ, Paris, Éditions du Cygne, 2011.